# Chiesa di San Giusto a Signano
La chiesa di San Giusto a Signano è un luogo di culto cattolico italiano, situato nel comune di Scandicci, in provincia di Firenze.

## Storia e descrizione
La zona di Signano trae il suo nome, forse, da un insediamento romano: un  praedium Asinii  o  asininanum  . Essa però è documentata per la prima volta nel 1021, in un atto di vendita riguardante un appezzamento di terreno. 
Le notizie riguardanti la chiesa risalgono al XIII secolo. 
Il Lami ci informa che, nell'anno 1270, era rettore di tale chiesa un certo Jacopo, presente (sempre secondo lo storico) tra i parroci chiamati ad una riunione della diocesi fiorentina in Santa Reparata nel 1286. 
La chiesa è registrata tra le chiese suburbane nel catalogo della Diocesi Fiorentina del 1299 e in altri cataloghi posteriori.
Un portico su archi ribassati di gusto seicentesco introduce allo spazio religioso di dimensioni ridotte con navata unica e zona presbiteriale delimitata da arco su pilastri. 
Il campanile è stato costruito per volere del popolo di Signano ed è datato 1844; è stato restaurato nel 1895 e dopo la 2ª Guerra mondiale..
L'interno è spoglio, ma conserva una pregevole tavola raffigurante la Madonna col Bambino in trono fra i santi Pietro e Paolo e angeli. L'opera fu rinvenuta negli anni ottanta dell'Ottocento ed è stata attribuita a Bernardo Daddi. La forma cuspidata ricalca la spalliera del trono ed accoglie una composizione equilibrata, dal disegno forte e i colori puri, che l'hanno fatta avvicinare anche alla maniera giottesca; la scena offre aspetti di grande umanità come il Bambino che si volge nel gesto di prendere la rosa offertagli dall'angelo. Un'altra opera d'arte degna di nota è una tavola raffigurante la Crocifissione con la Maddalena ai piedi della croce (databile fra il XVI e il XVII secolo), di un ignoto artista fiorentino della cerchia di Santi di Tito. Completano l'elenco di opere d'arte un crocifisso, venerato come miracoloso, ritrovato secondo la leggenda lungo un argine del fiume Greve da un contadino della zona mentre galleggiava e una tavola raffigurante San Giusto della pittrice Paola Azzurri del 1996.